# Neihart
Neihart és una població dels Estats Units a l'estat de Montana. Segons el cens del 2000 tenia 91 habitants.

## Demografia
Segons el cens del 2000, Neihart tenia 91 habitants, 44 habitatges, i 27 famílies. La densitat de població era de 17,7 habitants per km².
Dels 44 habitatges en un 15,9% hi vivien nens de menys de 18 anys, en un 54,5% hi vivien parelles casades, en un 2,3% dones solteres, i en un 36,4% no eren unitats familiars. En el 29,5% dels habitatges hi vivien persones soles el 15,9% de les quals corresponia a persones de 65 anys o més que vivien soles. El nombre mitjà de persones vivint en cada habitatge era de 2,07 i el nombre mitjà de persones que vivien en cada família era de 2,36.
Per edats la població es repartia de la següent manera: un 17,6% tenia menys de 18 anys, un 0% entre 18 i 24, un 19,8% entre 25 i 44, un 30,8% de 45 a 60 i un 31,9% 65 anys o més.
L'edat mediana era de 54 anys. Per cada 100 dones de 18 o més anys hi havia 167,9 homes.
La renda mediana per habitatge era de 21.458 $ i la renda mediana per família de 25.625 $. Els homes tenien una renda mediana d'11.250 $ mentre que les dones 18.750 $. La renda per capita de la població era de 20.266 $. Aproximadament el 20,7% de les famílies i el 21,7% de la població estaven per davall del llindar de pobresa.

## Poblacions més properes
El següent diagrama mostra les poblacions més properes.